# 平成22年10月18日から21日にかけての奄美地方の大雨
平成22年10月18日から21日にかけての奄美地方の大雨（へいせい22ねん10がつ18にちから21にちにかけてのあまみちほうのおおあめ）は、2010年（平成22年）10月18日から21日にかけて、鹿児島県奄美地方で発生した記録的な豪雨。

## 気象状況
10月18日から21日にかけて奄美地方に前線が停滞し、南シナ海にあった台風13号の影響で奄美地方で大気の状態が不安定になり雨雲が発達した。特に20日は、線状降水帯の形成により24時間降水量が700ミリを超える記録的な豪雨となった。
1時間雨量
鹿児島県瀬戸内町古仁屋：89.5ミリ（20日13時05分まで）
24時間雨量
鹿児島県奄美市名瀬：648.0ミリ（20日23時20分まで。観測史上1位を更新）

## 主な被害
- 死者3名（全員高齢者）

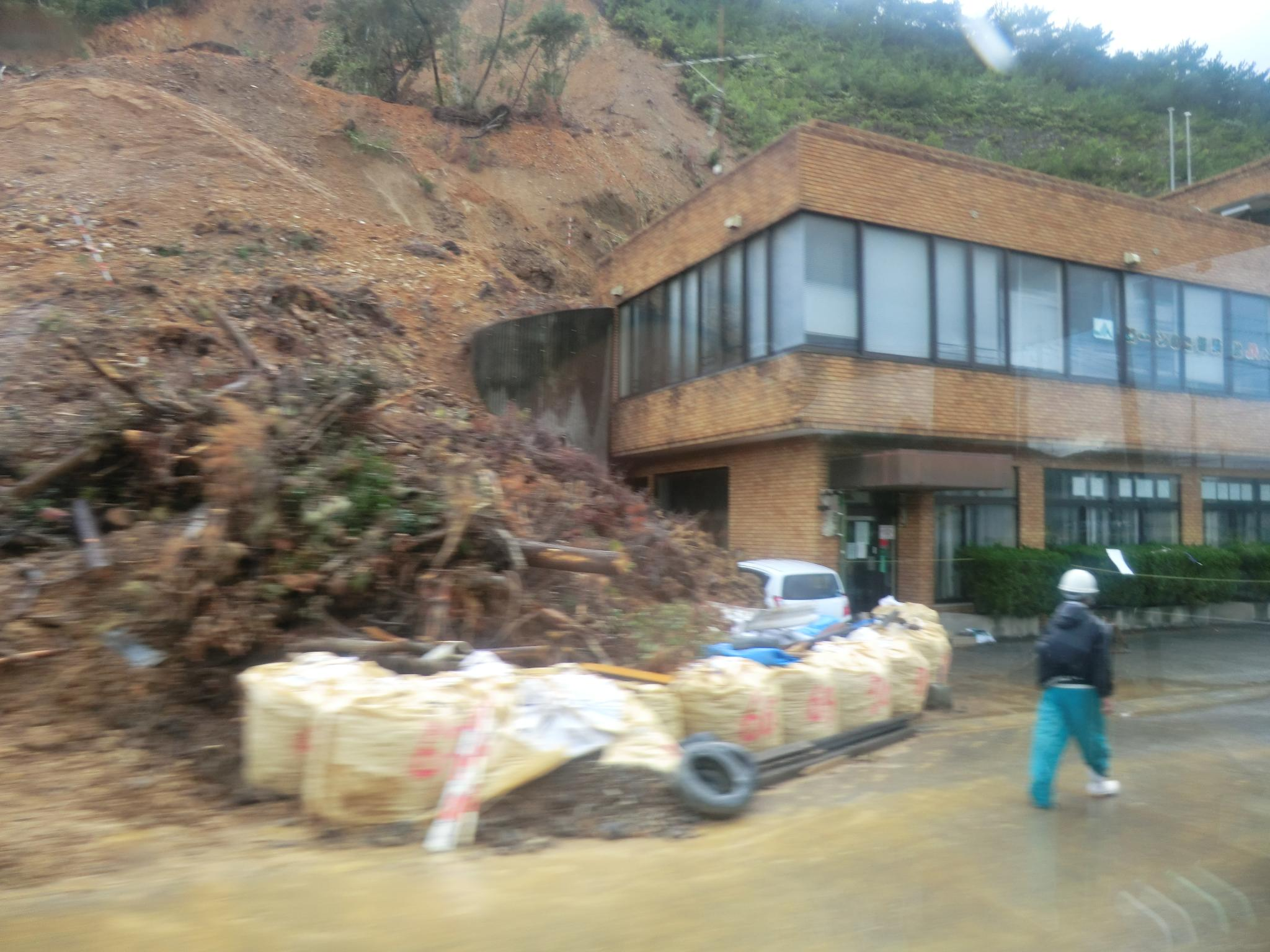
JA奄美龍郷支所付近の土砂崩れの被害

- 最大1,366世帯2,822人に避難指示・勧告[10]
- 島のいたる場所で土砂崩れなどが発生し、道路やライフラインが寸断された[11]。
- 11月26日鹿児島県がまとめた被害総額は115億6810万6000円[12]
  - 土木関係が61億2625万円
    - 道路被害で45億1994万6000円
    - 河川被害で13億5123万3000円

  - 農業関係が28億6875万5000円
    - 耕地被害で26億3500万円
    - 農作物被害で1億0696万6000円
    - 施設被害で1697万2000円

  - 商工観光関係が12億5685万4000円

## 公的機関の対応

### 政府
- 10月23日午前、内閣府の防災担当東祥三副大臣が龍郷町戸口、奄美市住用を視察、「政府として万全の体制で臨みたい」と述べ、状況を適切に踏まえた上で新たな対応に踏み切るか否か検討したいとした。
- 10月25日に災害対策行政担当の市村浩一郎・国土交通大臣政務官がヘリコプターで上空から奄美大島を視察し、「国としてできる限りの対応をしていきたい」と述べ、復旧支援のため国として予備費や補正予算の計上をすることを明らかにした[13]。
- 10月30日午前、松本龍・内閣府特命担当大臣（防災）が龍郷町と奄美市の被災現場や避難所を視察、激甚災害の早期指定について「出来る限りのことをやっていきたいが指定要件を満たされるかどうかもありどれだけやれるか帰って相談したい」とした。
- 11月16日に松本龍・内閣府特命担当大臣（防災）が閣議後の会見で奄美市の旧住用村や大和村、龍郷町などを対象に、自治体が行う災害復旧事業で国の補助率をかさ上げする「局地激甚災害」（局激）に指定する方針を明らかにし、11月19日に閣議決定した[14]。

### 自衛隊

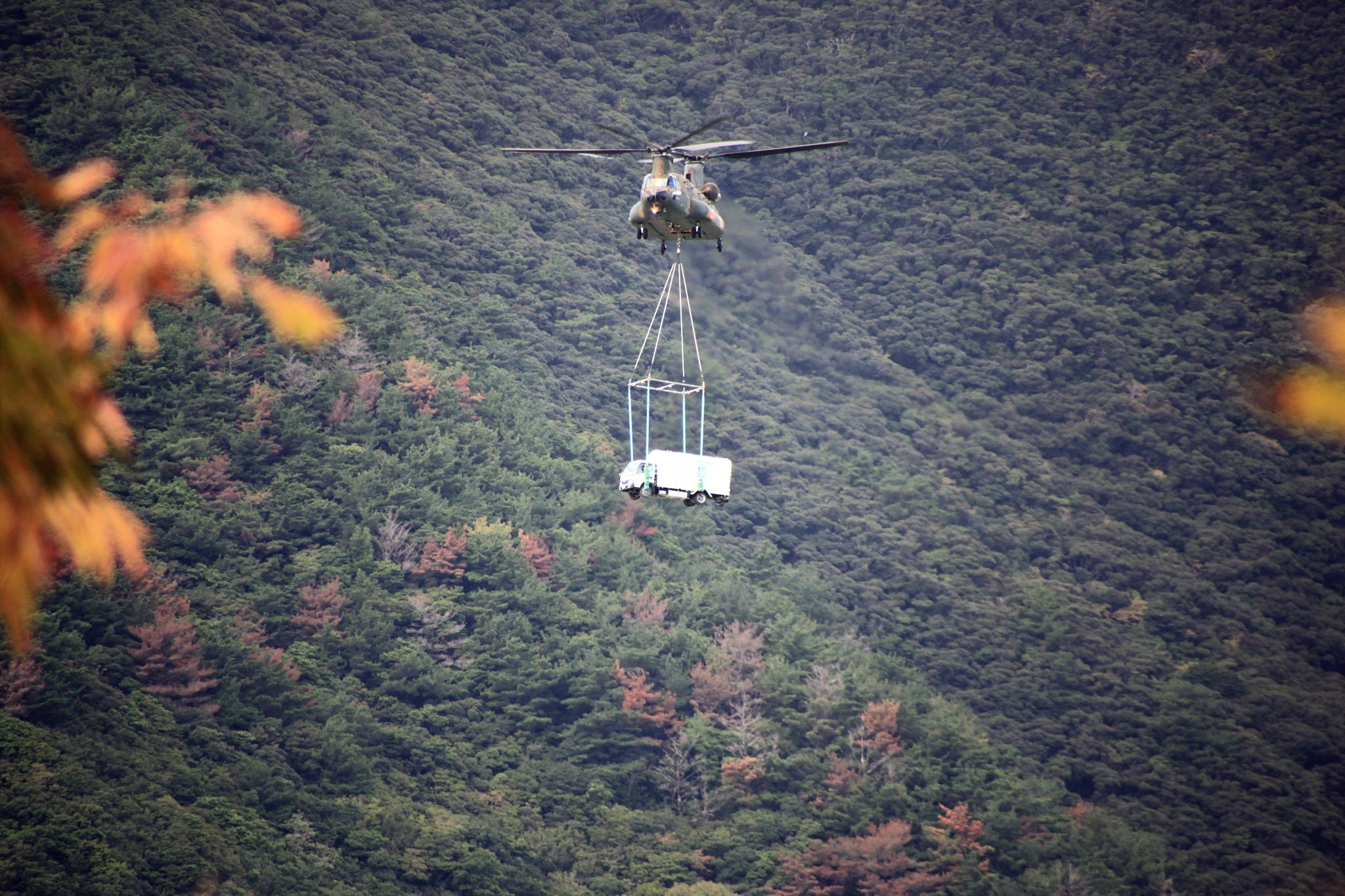
高圧発電車を空輸する陸上自衛隊

- 奄美大島には、航空自衛隊と海上自衛隊の奄美分屯基地があったが、陸上自衛隊の部隊が無かった。
- 豪雨発生日には、奄美大島の天候が悪化しており、ヘリコプターや輸送機での自衛隊投入ができなかった[15]。そのため、鹿児島県国分駐屯地の第12普通科連隊の隊員を、10月21日に先発隊として海上自衛隊鹿屋航空基地所属のUH-60Jで投入し、同日に残りの人員と資機材を積んだ鹿児島港から奄美大島に向かう民間のフェリーに積載し、現地に投入した。本格的に自衛隊が活動したのは、10月22日からである[16]。
- 航空自衛隊のC-130輸送機も救援に参加し人員・NTT非常通信装置の空輸、救援機材の輸送に参加した。
- 10月24日まで交通も寸断し電力が供給されていない住用町の2集落に対して、九州電力の保有する高圧発電機車を大型ヘリコプターCH-47で空輸することに日本で初めて成功させた[17]。
- 特に被害の激しい住用町の公立学校の土砂の清掃に参加した。

### 警察
- 通常の電話回線だけでなく、警察無線さえ利用できない時間帯があったという。奄美警察署の署員に衛星電話を持たせ、通信や交通が寸断された地域に対して移動させた。そのため、情報が集まりだしたという。
- 濁流に飲みこまれた小規模多機能介護施設、住用の里の救助に際しては、駐在所も天井まで水没する極限の状況下で、駐在所員が集落で一番危険なのはわだつみ園と判断し、何とか持ち出した水難救助用のうきわを持って駆けつけた[15]。窓枠にしがみついたり自動販売機の上にかろうじて避難していた入居者や職員を近隣住民と協力して救出したが、到着前に2名が流され死亡した[18][19][15]。

### 消防・海上保安庁
- 水難救助の専門部隊を確保できていなかった大島地区消防組合と、移動手段を持っていない海上保安庁奄美海上保安部は、災害に相互に連携する協定を結んでおり、10月20日に訓練を開催する予定だった。
- 20日午後2時、住用町からの救助要請により、大島地区消防組合と奄美海保は救急車で急行した。途中で道路が寸断され、救助隊員は奄美海保の潜水士が用意したゴムボートに救助資材を乗せて濁流の中を進んだ。奄美海保の潜水士が濁流の中を泳ぎ、対岸にロープを渡したという。住用町の被災地に到着して、救助活動を開始することができた。
- 船舶を有する海保に対して自治体から要請があり土砂崩壊で負傷した男性や、人工透析患者などを海路で移送した[20]。

### 国土交通省
- 10月21日に鹿児島県の要請をうけ緊急災害対策派遣隊（TEC-FORCE）の情報通信班、現地支援班などを九州地方整備局より、延べで299人と照明車23台、情報収集車12台、災害対策ヘリコプター2機を派遣[21]。

### 自治体
- 特に被害の大きかった奄美市住用町にあっては、県立施設である奄美体験交流館が災害復旧の拠点となるとともに、被災者の避難場所となった[16]。同施設は体育施設に風呂等が設置された。
- 奄美市住用総合支所（旧住用村役場）では、庁舎1階に土砂が流入し、その状況を映した静止画がマスコミ等で多用された[15]。2階部に臨時事務スペースを確保し、奄美体験交流館に臨時窓口を設置した。職員の一部はカヌーを利用して住民の救出作業に参加した。
- 地域唯一の医療機関である奄美市住用国民健康保険診療所も被災したが、同診療所の所長である野崎医師は奄美体験交流館に臨時診療所を設け、懸命に治療活動を行った。

## インフラ被害

### 道路
- 島内唯一の幹線道路である国道58号において、がけ崩れ・落石等により寸断された[22][16][23]。すぐに島内の建設会社が作業にあたり、22日の段階で緊急車両が通行できるようになった。但し奄美市名瀬と島内第二の拠点である瀬戸内町古仁屋との主要道路が22日まで不通だったため名瀬-古仁屋間は通常陸路移動する住民などが海路（フェリー、奄美海運船舶）で移動した。

### 通信
- 固定電話の通信ケーブルが道路の寸断によって遮断され、かつ交換局自体が水没してしまったため、島内各地の通信が遮断された[24]。また、災害時には有効だとされていた携帯電話も基地局が被災したため利用できない地域があった。そのため、長時間にわたって全島で被害状況が把握できない状態が継続した[24]。
- 笠利町の住民の一部は、近隣にある喜界島が見える道に停車させ、喜界島からの電波を利用して家族・親類・友人との通話をしていた。

### 電力
- 島内各地で電力ケーブルが破壊された[25]。
- 九州電力は、数十台の移動発電車を投入し、その内の一台を陸自の大型ヘリで孤立集落に搬送した。この搬送は、被災地に移動発電車を空輸し孤立した電力網を回復させた日本で初めての事例だと大々的に報道された。

### 学校
- 豪雨災害復旧のために、島内各地のいくつかの公立学校で臨時休校を行った。
- 特に被害の大きかった住用町においては、土砂が1階に流れこみ、安全を確保できないとの理由から公立学校に生徒が取り残され、数日に渡って生徒が帰宅できない事態に陥った[15][26][16]。教職員が献身的に生徒を見守った[16][27]。

### 空港
- 上記国道が不通になったり、通信機器の不通により空港との予約搭乗情報のやりとりが出来なかったため、10月21日の奄美空港発着便はほとんど欠航した。因みに10月20日は航空便が運航したが国道が午後から不通になったため最終便で到着した奄美市名瀬の住民の多くが帰宅困難となり、翌日、海上保安部の巡視艇などで移動した人もいた。

## 民間の支援
- 災害当初はほとんどの通信が災害孤立地域と不通だったため、地元コミュニティFMラジオ局の奄美エフエムは10月20日昼過ぎから24時間態勢の生放送に体制を切替、被災情報や交通･行政情報を随時放送し、リスナーからの要望で安否情報をメッセージ放送し、この放送により安否確認が取れた被災者も多かった。10月24日頃まで災害情報を24時間態勢で放送していた[28]。災害によって交通手段や固定・無線の通信手段が破壊されても、コミュニティー放送による情報伝達が有効であることを実証された。
- 航空輸送ではスカイマークが鹿児島―奄美路線で10月23日から10月30日まで期間限定で値下げ運賃を全ての搭乗者に適用した[29]。なお、同路線は10月31日から休止された（豪雨前から決定されていた）。
- ウェザーニューズは10月22日に気象予報士を含む社員を奄美入りさせ、ゲリラ豪雨で実績のある小型気象観測レーダー「WITHレーダー」も持ち込み奄美に設置した[30][31]。
- 一時孤立状態になった奄美市住用町の特別養護老人ホーム「住用の園」において、看護実習をしていた鹿児島県立奄美高等学校衛生看護科の2年生9人が職員とともに高齢者の介抱を行い、高齢者の避難をサポートした。読売新聞の記事によれば、施設のデイサービスを受け彼らの活躍をみていた女性は、「『休みなさい』と言っても休まずに水を大きな板で押し出し、私たちを避難させてくれた」と感謝していたという。翌11月17日に彼らは戴帽式を行った。
- 急激に泥流が流れ込んだ地域の多くで、住民が取り残された[16]。しかしながら、地域の住民等が積極的に支援活動に参加したため、特に高齢者の犠牲が抑えられた。

## その他
- プロ野球球団の横浜ベイスターズは予定していた奄美での秋季キャンプを10月30日から11月18日まで予定通り行った。「元気と勇気を島民へ与えたい」としている[32][33]。
- 全国から義援金が集まり、被災した住人に分配された[34]。
- 水嶋ヒロが「第5回ポプラ社小説大賞」で大賞受賞した賞金2000万円のうち500万円相当分の書籍を寄付した。ただし本人はこの公表を望まず、ポプラ社名義での寄付という形をとった。後日、これが明らかになると、「僕が自ら寄付をしたいと公言してしまうことは、果たして良いことなのだろうか？　表向きにやるより、陰に身をひそめながら理想の形で支援させていただく方がいい」とツイッターに書き込んだ[35]。